# Commando de l'ombre
Pour plus de détails, voir Fiche technique et Distribution.
Commando de l'ombre (Shadows in Paradise) est un film d'action américain réalisé par J. Stephen Maunder, sorti en 2010.

## Synopsis
Au cours d'une opération en Irak, Max Forester, un membre des forces spéciales américaines, est bouleversé d'apprendre la mort de Sasha, sa coéquipière et fiancée. Deux ans plus tard, Max, qui a quitté l'armée, reçoit un appel de son  ancien supérieur, le capitaine Dyer, qui lui apprend que Sasha a été aperçue vivante sur l'île de Paradise Island. L'armée est sur le point d'y envoyer un détachement chargé de l'arrêter pour désertion. Max se rend immédiatement sur place dans l'espoir de la retrouver avant les militaires. Il découvre que Sasha effectue en réalité une mission ultra secrète d'infiltration de l'organisation terroriste Al-Qaida.

## Fiche technique
- Titre original : Shadows in Paradise
- Titre français : Commando de l'ombre
- Réalisation et scénario : J. Stephen Maunder
- Photographie : Curtis Petersen
- Musique : Misha Segal (en)
- Société de production : Gorilla Pictures
- Pays de production :  États-Unis
- Langue originale :
- Genre : Action, guerre
- Durée : 90 minutes
- Date de diffusion : 
  - États-Unis : non déterminé
  - France : 9 février 2010 (directement en DVD)

## Distribution
- Mark Dacascos : Max Forester
- Armand Assante : le capitaine John 'Ghost' Santos
- Tom Sizemore : le colonel Bunker
- Bruce Boxleitner : le capitaine Dyer
- Sofya Skya : le lieutenant Sasha Villanoff
- Danny Trejo : Matador
- Steven Bauer : agent Stubbs
- Damone Williams : Willard
- Christine Scott Bennett : Madonna
- Johnathon Freeman : Ice
- Angie Hill : Switch
- Igor Jijikine : Spider
- Vernon Wells : le général Ruth
- Andrew Divoff : le lieutenant Stronach
- Michael Schorling : Amir

version française réalisée par la société de doublage NDE Production, sous la direction artistique d'Antony Delclève, avec une adaptation des dialogues par Frédéric Alameunière.